# Semiothisa lucinda
Semiothisa lucinda là một loài bướm đêm trong họ Geometridae.